# Тавхида Ханум
Тавхида Ханум (араб. توحيدة هانم‎; тур. Tevhide Hanım; 1850—1888) — египетская принцесса из династии Мухаммеда Али.

## Биография
Тавхида Ханум родилась в 1850 году, став старшей дочерью хедива Исмаила-паши и его первой жены Шехрет Фезы Ханум. У неё была сестра Фатима Ханум, на три года моложе её.
В 1865 году Исмаил-паша отправил её на лето в Стамбул. У неё были красивые каштановые волосы и зелёные глаза, она была стройной, среднего роста и весьма обаятельной, а также обладала незаурядным умом. В 1866 году Тавхида гостила в гареме султана, и султан Абдул-Азиз захотел на ней жениться. Однако великий визирь Мехмед Фуад-паша выступил против этого возможного брака, так как Исмаил-паша в таком случае мог бы получить слишком близкий неформальный доступ к султану. Свои возражения Фуад-паша написал на маленьком листе бумаги и передал старшему камергеру, который вместо того, чтобы зачесть это сообщение Абдулазизу, просто передал записку ему в руки. Султан был оскорблён, Фуад-паша потерял свой пост великого визиря, а брак не был заключён.
В юности Тавхида подружилась со своей дальней родственницей из семьи Еген , дочерью Ахмада-паши , потомка брата Мухаммеда Али-паши. Обе девушки были большими любительницами поэзии и читали друг другу вслух классические турецкие сочинения, а сами писали стихи в стиле того или иного великого поэта. Эти их юношеские поэтические эксперименты были переданы для критики Мансуру Еген-паше, старшему брату её подруги. Тот вернул их с примечаниями, написанными прекрасным языком. Юная и романтичная принцесса влюбилась в автора этих посланий, человека, которого она никогда не видела и который выражал самые благородные идеалы в восхитительно сформулированных фразах. Поскольку Мансур Еген-паша всё ещё был холостяком, хотя и приближался к среднему возрасту, она решила выйти за него замуж. Когда об этом узнал её отец, он высоко оценил происхождение и положение жениха, но указал на большую разницу в возрасте. Тавхида же упорствовала в своём желании и заручилась помощью третьей жены своего отца — Джешм Афет Ханум, с которой у неё были гораздо более близкие отношения, чем с собственной матерью .
В апреле 1869 года Тавхида вышла замуж за Мансура Еген-пашу. Церемония бракосочетания была с великолепием проведена во дворце Абдин. Среди свадебных подарков только драгоценности занимали три больших подноса. На свадьбе непрерывно играла музыка и выступали артисты.
Тавхида родила от мужа четверых детей: одного сына, умершего в детстве, и трёх дочерей — Санию Ханум, Бахию Ханум и Вахиду Ханум. Тавхида Ханум умерла в 1888 году.